# 16424 Davaine
16424 Davaine este o planetă minoră (asteroid), cu un diametru de 2,549 km, din centura de asteroizi. A fost descoperită pe 11 februarie 1988 la Observatorul La Silla de Eric Walter Elst. 
Obiectul prezintă o orbită caracterizată de o semiaxă mare de 2,3050277 UAi, o excentricitate de 0,13, o înclinație de 1,99549 ° în raport cu ecliptica.